# Crepidium ridleyanum
Crepidium ridleyanum är en orkidéart som först beskrevs av Peter Francis Hunt, och fick sitt nu gällande namn av Mark Alwin Clements och David Lloyd Jones. Crepidium ridleyanum ingår i släktet Crepidium, och familjen orkidéer. Inga underarter finns listade i Catalogue of Life.